# Доктор географічних наук
Доктор географічних наук — вищий науковий ступінь у галузі географічних наук. В Україні існує два наукових ступені: «доктор наук» та «кандидат наук» (з 1 січня 2021 року — доктор філософії). Доктор наук — вищий науковий ступінь, присуджується на підставі захисту докторської дисертації, яка являє собою сукупність результатів, що розв'язують важливу наукову або науково-прикладну проблему. Захист дисертації відбувається на відкритому засіданні спеціалізованої вченої ради, що складається з докторів наук, яким Міністерством освіти і науки України надано право розглядати дисертації з певної спеціальності.

## Порядок присудження наукового ступеня
Порядок присудження наукового ступеня «доктор наук» визначено Постановою Кабінету Міністрів України.
Науковий ступінь доктора наук присуджується спеціалізованою вченою радою на підставі прилюдного захисту дисертації особою, яка має науковий ступінь кандидата наук, і затверджується Міністерством освіти і науки України з урахуванням висновку відповідної експертної ради.
Докторський ступінь є достатнім, щоб у вищих навчальних закладах посісти місце професора. Докторський ступінь країн СНД і більшості країн Заходу кардинально відрізняється. Ступінь Ph.D. (доктор філософії) приблизно еквівалентний ступеню кандидата наук.

## Спеціальності, за якими присуджується науковий ступінь «Доктор географічних наук»
У галузі «Географічні науки» науковий ступінь присуджується за спеціальностями:
- 11.00.01 — фізична географія, геофізика і геохімія ландшафтів;
- 11.00.02 — економічна та соціальна географія;
- 11.00.04 — геоморфологія та палеогеографія;
- 11.00.05 — біогеографія та географія ґрунтів;
- 11.00.07 — гідрологія суші, водні ресурси, гідрохімія;
- 11.00.08 — океанологія;
- 11.00.09 — метеорологія, кліматологія, агрометеорологія;
- 11.00.11 — конструктивна географія і раціональне використання природних; ресурсів;
- 11.00.12 — географічна картографія;
- 11.00.13 — історія географії.

У галузі «Військові науки» науковий ступінь кандидата географічних наук присуджується за спеціальністю
- 20.02.04 — військова географія.

У галузі «Національна безпека» науковий ступінь кандидата географічних наук присуджується за спеціальністю
- 21.08.01 — іноземні держави та їхні потенціали.

## Доктори географічних наук в Україні (станом на липень 2013 року)
- Антоненко Володимир Степанович — професор кафедри міжнародного туризму КНУКіМ (11.00.02 Економічна та соціальна географія).
- Артамонов Юрій Володимирович — член-кореспондент відділу океанографії морського гідрофізичного інституту НАН України (11.00.08 — океанологія).
- Афанасьєв Олег Євгенович — доцент кафедри фізичної та економічної географії ДНУ ім. Олеся Гончара (11.00.02 Економічна та соціальна географія).
- Багров Микола Васильович — професор кафедри економічної і соціальної географії та територіального планування ТНУ (11.00.02 Економічна та соціальна географія).
- Балабанов Геннадій Васильович — завідувач кафедри країнознавства і туризму НАУ (11.00.02 Економічна та соціальна географія).
- Барановський Микола Олександрович — доцент кафедри географії НДУ ім. М. В. Гоголя (11.00.02 Економічна та соціальна географія).
- Бейдик Олександр Олексійович — професор кафедри країнознавства та туризму КНУ (11.00.02 Економічна та соціальна географія).
- Боков Володимир Олександрович — професор кафедри геоекології ТНУ (11.00.11 Конструктивна географія і раціональне використання природних ресурсів).
- Бондаренко Едуард Леонідович — професор кафедри геодезії та картографії КНУ (11.00.12 Географічна картографія).
- Бортник Сергій Юрійович — професор кафедри землезнавства та геоморфології КНУ (11.00.04 Геоморфологія та палеогеографія).
- Будз Маркіян Дмитрович — професор Академії Будівництва України (11.00.01 — фізична географія, геофізика і геохімія ландшафтів).
- Вахрушев Борис Олександрович — професор кафедри загального землезнавства і геоморфології ТНУ (11.00.04 Геоморфологія та палеогеографія).
- Вихованець Галина Володимирівна — професор кафедри фізичної географії та природокористування ОНУ (11.00.01 — фізична географія, геофізика і геохімія ландшафтів).
- Вишневський Віктор Іванович — професор кафедри країнознавства і туризму НАУ (11.00.11 — конструктивна географія і раціональне використання природних ресурсів).
- Волошин Іван Миколайович — завідувач кафедри туризму ЛДУФК (11.00.11 — конструктивна географія і раціональне використання природних ресурсів).
- Воронін Ігор Миколайович — професор кафедри туризму ТНУ (11.00.02 Економічна та соціальна географія).
- Воскресенська Олена Миколаївна — член-кореспондент морського гідрофізичного інституту НАН України (11.00.08 — океанологія).
- Гаськевич Володимир Георгійович — професор кафедри ґрунтознавства і географії ґрунтів ЛНУ (11.00.05 Біогеографія та географія ґрунтів).
- Герасименко Н. П. — д.г.н., старший науковий співробітник відділу палеогеографії інституту географії НАН України.
- Гладкий Олександр Володимирович — д.г.н., доцент кафедри економічної і соціальної географії КНУ.
- Гопченко Є. Д. — д.г.н., професор кафедри гідрології суші ОДЕУ (11.00.07 — гідрологія суші, водні ресурси, гідрохімія).
- Горленко І. О. — д.г.н., провідний науковий співробітник відділу суспільно-географічних досліджень інституту географії НАН України.
- Гребінь Василь Васильович — д.г.н., доцент кафедри гідрології та гідроекології КНУ (11.00.07 — гідрологія суші, водні ресурси, гідрохімія).
- Гриценко А. В. — д.г.н., професор, директор Українського науково-дослідного інституту екологічних проблем.
- Гродзинський Михайло Дмитрович — д.г.н., професор кафедри фізичної географії та геоекології КНУ.
- Гудзевич А. В. — д.г.н., доцент кафедри географії ВНПУ.
- Гукалова І. В. — д.г.н., старший науковий співробітник відділу природокористування та збалансованого розвитку інституту географії НАН України.
- Гуцуляк В. М. — д.г.н., професор фізичної географії і раціонального природокористування ЧНУ ім. Ю. Федьковича.
- Даценко Людмила Миколаївна — д.г.н., професор кафедри геодезії та картографії КНУ.
- Денисик Григорій Іванович — д.г.н., професор кафедри географії Вінницького державного педагогічного університету імені Михайла Коцюбинського (11.00.11 — конструктивна географія і раціональне використання природних ресурсів).
- Дергачов В. О. — д.г.н., професор кафедри економічної та соціальної географії ОНУ.
- Джаман В. О. — д.г.н., професор кафедри географії України та регіоналістики ЧНУ ім. Ю. Федьковича.
- Дмитрук Олександр Юрійович — д.г.н., професор кафедри географії України КНУ.
- Дністрянський М. С. — д.г.н., професор кафедри географії України ЛНУ.
- Дудник І. М. — д.г.н., професор кафедри країнознавства і туризму НАУ.
- Єргіна Олена Іванівна — професор кафедри фізичної географії та океанології ТНУ (11.00.05 Біогеографія та географія ґрунтів).
- Єлісеєва Є. В.
- Запотоцький Сергій Петрович — д.г.н., доцент кафедри економічної і соціальної географії КНУ.
- Заставецька О. В. — д.г.н., професор кафедри географії України і туризму ТНПУ.
- Іваненко О. Г. — д.г.н., професор кафедри гідроекології та водних досліджень ОДЕУ (11.00.07 — гідрологія суші, водні ресурси, гідрохімія).
- Ільїн Л. В. — д.г.н., професор кафедри туризму та готельного господарства Східноєвропейського *Національного Університету ім. Лесі Українки.
- Іщук Степан Іванович — д.г.н., професор кафедри економічної і соціальної географії КНУ.
- Кирилюк М. І. — д.г.н., професор кафедри гідроекології, водопостачання та водовідведення ЧНУ ім. Ю. Федьковича (11.00.07 — гідрологія суші, водні ресурси, гідрохімія).
- Кілінська К. Й. — д.г.н., професор кафедри соціальної географії та рекреаційного природокоористування ЧНУ ім. Ю. Федьковича.
- Кіндюк Борис Володимирович професор кафедри безпеки виробничих процесів Одеської національної академії зв'язку ім. О. С. Попова (11.00.07 — гідрологія суші, водні ресурси, гідрохімія).
- Ковальов О. П. — д.г.н., www.geography.pp.ua
- Ковальчук І. П. — д.г.н., професор кафедри геодезії та картографії Національного університету біоресурсів та природокористування.
- Козаченко Т. І. — д.г.н., головний науковий співробітник відділу картографії Інституту географії України НАН України.
- Комлєв Олександр Олександрович — д.г.н., професор кафедри землезнавства та геоморфології КНУ.
- Коновалов С. К. — д.г.н., член-кореспондент відділу біогеохімії моря морського гідрофізичного інституту НАН України.
- Костріков С. В. — д.г.н., професор кафедри соціально-економічної географії і регіонознавства ХНУ ім. Каразіна.
- Кривульченко А. І. — д.г.н., професор кафедри географії та геоекології КДПУ.
- Круль В. П. — д.г.н., професор фізичної географії і раціонального природокористування ЧНУ ім. Ю. Федьковича.
- Лісовський С. А. — д.г.н., старший науковий співробітник відділу природокористування та збалансованого розвитку інституту географії НАН України.
- Лисецький Ф. М.
- Лобода Н. С.- д.г.н, професор кафедри гідроекології та водних досліджень ОДЕУ (11.00.07 — гідрологія суші, водні ресурси, гідрохімія).
- Лоєва І. Д. — д.г.н., професор кафедри екологічного права та контролю ОДЕУ.
- Лозинський Р. М. — д.г.н., професор кафедри географії України ЛНУ.
- Ломакін П. Д. — д.г.н., член-кореспондент відділу океанографії морського гідрофізичного інституту НАН України.
- Любіцева Ольга Олександрівна — д.г.н., професор кафедри країнознавства та туризму КНУ.
- Ляшенко Дмитро Олексійович — д.г.н., професор кафедри проектування доріг, геодезії та землеустрою Національного транспортного університету (11.00.12 — географічна картографія).
- Масляк Петро Олексійович — д.г.н., професор кафедри географії України КНУ.
- Матвіїшина Жанна Миколаївна — д.г.н., професор відділу палеогеографії інституту географії НАН України.
- Мезенцев Костянтин Володимирович — д.г.н., професор кафедри економічної і соціальної географії КНУ.
- Мельник А. В. — д.г.н., професор кафедри фізичної географії ЛНУ.
- Михайлюк В. І. — д.г.н., професор, зав. кафедри земельного кадастру ОДАУ.
- Мольчак Я. О. — д.г.н., професор кафедри охорони праці та безпеки життєдіяльності Луцького державного технічного університету (11.00.07 — гідрологія суші, водні ресурси, гідрохімія).
- Нагірна В. П. — д.г.н., провідний науковий співробітник відділу суспільно-географічних досліджень інституту географії НАН України.
- Назарук М. М.  — д.г.н., професор кафедри раціонального використання природних ресурсів і охорони природи ЛНУ.
- Нешатаєв Б. М. — д.г.н., професор кафедри загальної та регіональної географії СумДПУ.
- Нємець К. А. — д.г.н., професор кафедри соціально-економічної географії і регіонознавства ХНУ ім. Каразіна.
- Нємець Л. М. — д.г.н., професор кафедри соціально-економічної географії і регіонознавства ХНУ ім. Каразіна.
- Нудельман В. І. — д.г.н., професор кафедри міськогобудівництва Київського національного університету будівництва і архітектури.
- Ободовський Олександр Григорович — д.г.н., професор кафедри гідрології та гідроекології КНУ (11.00.07 — гідрологія суші, водні ресурси, гідрохімія).
- Олійник Ярослав Богданович — д.е.н., професор кафедри економічної і соціальної географії КНУ.
- Оліферов А. М. — д.г.н., професор кафедри фізичної географії і океанології ТНУ.
- Осадча Н. М. — д.г.н., старший науковий співробітник, Український гідрометеорологічний інститут (11.00.07 — гідрологія суші, водні ресурси, гідрохімія).
- Осадчий Володимир Іванович — д.г.н., член-кореспондент НАН України, Український гідрометеорологічний інститут (11.00.07 — гідрологія суші, водні ресурси, гідрохімія).
- Палеха Ю. М. — д.г.н., доцент, заступник директора НДІ «Діпромісто».
- Палієнко В. П. — д.г.н., професор відділу геоморфології інституту географії НАН України.
- Пархоменко Г. О. — д.г.н., головний науковий співробітник відділу картографії Інституту географії України НАН України.
- Пащенко В. М. — д.г.н., професор кафедри земельного кадастру Національного університету біоресурсів і природокористування України.
- Пелешенко В. І. — д.г.н., професор кафедри географії НДУ ім. М. В. Гоголя (11.00.07 — гідрологія суші, водні ресурси, гідрохімія).
- Пересадько В. А. — д.г.н., професор кафедри фізичної географії і картографії ХНУ ім. Каразіна.
- Петлін В. М. — д.г.н., професор кафедри конструктивної географії і картографії ЛНУ.
- Підгрушний Григорій Петрович — д.г.н., провідний науковий співробітник відділу суспільно-географічних досліджень інституту географії НАН України.
- Позаченюк К. А. — д.г.н., професор кафедри фізичної географії і океанології ТНУ.
- Позняк С. П. — д.г.н., професор кафедри ґрунтознавства і географії ґрунтів ЛНУ.
- Половина І. П. — д.г.н., професор кафедри фізичної географії НПУ ім. М. П. Драгоманова.
- Полонський О. Б. — д.г.н., член-кореспондент відділу морських кліматичних досліджень морського гідрофізичного інституту НАН України.
- Польовий А. М. — д.г.н., професор кафедри агрометеорології та агрометпрогнозів ОДЕУ.
- Поповкін В. А. — доктор географії (економічно-соціальна) ІГ НАН України (відділ суспільно-географічних досліджень), розробник економічного районування України при НІСД.
- Руденко В. П. — д.г.н., професор кафедри економічної географії та екологічного менеджменту ЧНУ ім. Ю. Федьковича.
- Руденко Л. Г. — д.г.н., головний науковий співробітник відділу картографії Інституту географії України НАН України.
- Самойленко В. М. — д.г.н., професор кафедри фізичної географії та геоекології КНУ (11.00.07 — гідрологія суші, водні ресурси, гідрохімія).
- Світличний О. О. — д.г.н., професор кафедри фізичної географії та природокористування ОНУ.
- Сивий М. Я. — д.г.н., професор кафедри фізичної географії ТНПУ.
- Смаль В. В. — д.г.н., професор кафедри географії НДУ ім. М. В. Гоголя.
- Смирнов Ігор Миколайович — д.г.н., професор кафедри країнознавства та туризму КНУ.
- Сніжко Сергій Іванович — д.г.н., професор кафедри метеорології та кліматології КНУ (11.00.07 — гідрологія суші, водні ресурси, гідрохімія).
- Совга О. Є. — д.г.н., вчений секретар морського гідрофізичного інституту НАН України.
- Сонько С. П. — д.г.н., професор кафедри екології та безпеки життєдіяльності Уманський національний університет садівництва.
- Сосса Ростислав Іванович — д.г.н., провідний науковий співробітник відділу картографії Інституту географії України НАН України.
- Степаненко А. В. — д.г.н., професор, завідувач відділу природно-техногенної та екологічної безпеки Інституту економіки та сталого розвитку НАНУ.
- Стецюк Володимир Васильович — д.г.н., професор кафедри землезнавства та геоморфології КНУ.
- Сухий П. О. — д.г.н., професор кафедри геодезії, картографії та управління територіями ЧНУ ім. Ю. Федьковича.
- Суховій В. Ф. — д.г.н., професор кафедри океанології та морського природокористування ОДЕУ.
- Тимофєєв М. О. — д.г.н., член-кореспондент морського гідрофізичного інституту НАН України.
- Тімченко Володимир Михайлович — д.г.н., професор, Інститут гідробіології НАН України (11.00.07 — гідрологія суші, водні ресурси, гідрохімія).
- Топчієв Олександр Григорович — д.г.н., професор кафедри економічної та соціальної географії ОНУ.
- Тучковенко Ю. С. — д.г.н., професор кафедри океанології та морського природокористування ОДЕУ.
- Тютюнник Ю. Г. — професор кафедри ландшафтного дизайну Національна академія керівних кадрів культури і мистецтв (11.00.01 — фізична географія, геофізика і геохімія ландшафтів).
- Фащевський М. І. — д.г.н., головний науковий співробітник відділу суспільно-географічних досліджень інституту географії НАН України.
- Фесюк В. О. — д.г.н., професор кафедри географії та екології Кам'янець-Подільський національний університет імені Івана Огієнка.
- Хільчевський Валентин Кирилович — д.г.н., професор кафедри гідрології та гідроекології КНУ ім. Тараса Шевченка (11.00.07 — гідрологія суші, водні ресурси, гідрохімія).
- Холопцев О. В. — д.г.н., професор кафедри прикладної екології та охорони праці Севастопольський національний технічний університет.
- Царик Л. П. — д.г.н., професор кафедри геоекології і методики викладання екологічних дисциплін ТНПУ.
- Черваньов Ігор Григорович — д.т. н., професор кафедри фізичної географії і картографії ХНУ ім. Каразіна.
- Шаблій Олег Іванович — д.г.н., професор кафедри економічної і соціальної географії ЛНУ.
- Швебс Г. І. — д.г.н. (1929—2003).
- Шерстюк Н. П. — д.г.н., доцент кафедри геології та гідрогеології ДНУ ім. Олеся Гончара (11.00.07 — гідрологія суші, водні ресурси, гідрохімія).
- Шищенко Петро Григорович — д.г.н., професор кафедри географії України КНУ.
- Шуйський Юрій Дмитрович — д.г.н., професор кафедри фізичної географії та природокористування ОНУ.
- Ющенко Ю. С. — д.г.н., професор кафедри гідроекології, водопостачання та водовідведення ЧНУ ім. Ю. Федьковича (11.00.07 — гідрологія суші, водні ресурси, гідрохімія).
- Яковенко І. М. — д.г.н., професор кафедри туризму ТНУ.
- Яценко Борис Павлович — д.г.н., професор кафедри країнознавства та туризму КНУ.